# (11897) Lemaire
(11897) Lemaire est un astéroïde de la ceinture principale.

## Description
(11897) Lemaire est un astéroïde de la ceinture principale. Il fut découvert par Eric Walter Elst le 8 avril 1991 à l'ESO. Il présente une orbite caractérisée par un demi-grand axe de 2,26 UA, une excentricité de 0,108 et une inclinaison de 2,02° par rapport à l'écliptique.
Il fut nommé en hommage à Joseph F. Lemaire (né en 1939), à la tête de l'institut de dynamique fondamentale à Uccle.

## Compléments